# Engyophrys sanctilaurentii
Engyophrys sanctilaurentii är en fiskart som beskrevs av Jordan och Bollman, 1890. Engyophrys sanctilaurentii ingår i släktet Engyophrys och familjen tungevarsfiskar. IUCN kategoriserar arten globalt som livskraftig. Inga underarter finns listade i Catalogue of Life.